# سعاد بوزيان
سعاد بوزيان هي لاعبة جودو تونسية شاركت في منافسات الوزن أقل من 48 كيلوغرام للسيدات، ثُم اعتزلت وتولت تدريب المنتخب التونسي للجودو للسيدات.

## المشاركات والميداليات
شاركت سعاد بوزيان في عدة نسخ من بطولة إفريقيا للجودو، وحصلت منها على الميدالية الذهبية في منافسات الوزن المتوسط أقل من 48 كيلوغرام للسيدات في عام 1989، كما حصلت على الميدالية الذهبية مع المنتخب التونسي في عام1991،
شاركت سعاد بوزيان أيضًا في عام 1994 في دورة الألعاب الفرانكوفونية التي أقيمت في مدينة باريس بفرنسا حيث حصدت الميدالية الفضية في منافسات الوزن أقل من 48 كيلوغرام للسيدات. ويوضح الجدول التالي أهم المُسابقات والبطولات التي شاركت فيها سعاد بوزيان، وأبرز الميداليات والألقاب التي حققتها في البطولات والمسابقات المختلفة:
| العام | المسابقة              | المكان              | المنافسات                                        | الترتيب/الميدالية                |
| ----- | --------------------- | ------------------- | ------------------------------------------------ | -------------------------------- |
| 1989  | بطولة إفريقيا للجودو  | أبيدجان، ساحل العاج | منافسات الوزن أقل من 48 كيلوغرام للسيدات         | المركز الأول (الميدالية الذهبية) |
| 1991  | بطولة إفريقيا للجودو  | بورت لويس، موريشيوس | منافسات الوزن أقل من 48 كيلوغرام للسيدات - للفرق | المركز الأول (الميدالية الذهبية) |
| 1991  | بطولة إفريقيا للجودو  | بورت لويس، موريشيوس | منافسات الوزن أقل من 48 كيلوغرام فردي للسيدات    | المركز الأول (الميدالية الذهبية) |
| 1994  | الألعاب الفرانكوفونية | باريس، فرنسا        | منافسات الوزن أقل من 48 كيلوغرام للسيدات         | المركز الثاني (الميدالية الفضية) |